# 北島淳司
北島 淳司（きたじま じゅんじ、1964年5月13日 - ）は、日本の男性声優。所属事務所はアーツビジョン。和歌山県出身。

## 経歴
阪神パークで開催していた島津冴子と田中真弓と三ツ矢雄二がパーソナリティを務めていたラジオ番組『アニメトピア』のイベントを見に行った時に「あぁ自分もやってみたいな〜」などと思い、職業としての声優に興味を持つ。
アニメ雑誌で勝田話法研究所付属声優教室（現勝田声優学院）の広告で俳協演劇研究所の存在を知り、同養成所の14期生として入所。同期に山寺宏一、松本梨香、山崎たくみがいる。同養成所在所中に企業の新入社員教育用のスライド、俳優として数本のビデオ、16ミリ映画などに出演。
その後、東京俳優生活協同組合の所属オーディションで落選し、養成所の先輩の紹介で日本ナレーション演技研究所に入所。1985年、在所中にテレビアニメ『タッチ』の広瀬役の代役オーディションに受かって、同ナレーション演技研究所に通いつつ声優としての活動を始める。
その後、アーツビジョンに所属する。

## 人物
方言は関西弁、和歌山弁。趣味・特技は旅行、写真、パソコン（自作PC）。愛車はホンダ・ゼスト。

## 出演
太字はメインキャラクター。

### テレビアニメ
1985年
- タッチ（広瀬）

1987年
- 愛の若草物語
- のらくろクン（ツッパリ）
- 陽あたり良好!（辻本）
- マンガ日本経済入門（伊達）

1988年
- それいけ!アンパンマン（ホネホネザウルス）

1990年
- おぼっちゃまくん
- RPG伝説ヘポイ（竜族の男）

1991年
- OH!MYコンブ（スピーカン）
- 生命の科学ミクロパトロール（ジャンボ）
- 炎の闘球児 ドッジ弾平（1991年 - 1992年）
- 燃えろ!トップストライカー（ジャン）
- 横山光輝 三国志（1991年 - 1992年）

1992年
- あしたへフリーキック（スカウト&イースタンナイツFW）
- 元気爆発ガンバルガー（1992年 - 1993年、トシカツ）
- スペースオズの冒険（貴族・アナウンス・ロボット他）

1993年
- 機動戦士Vガンダム（アルベオ・ピピニーデン）
- 疾風!アイアンリーガー（ミッディ）
- ジャングルの王者ターちゃん♡（赤羅漢拳）
- ミラクル☆ガールズ（生徒）
- 勇者特急マイトガイン（若者）

1994年
- クレヨンしんちゃん（阪神ファン、生徒A）
- 3丁目のタマ うちのタマ知りませんか?（ゴン）
- 覇王大系リューナイト（魔法使い）

1997年
- バトルアスリーテス大運動会（観音寺）

1998年
- トライガン（スレーター）
- ふしぎなメルモ（リニューアル版）（兄貴）
- ヨシモトムチッ子物語（ナナフシヒガシノ）

2000年
- 週刊ストーリーランド（男）

2002年
- ゲットバッカーズ 奪還屋（老人・警備員他）

2004年
- DearS（店長）
- 名探偵コナン（2004年 - 2020年、小林信二、男、多胡、助監督）

2005年
- 韋駄天翔（ダニー）
- ガン×ソード（メンバーB）

2012年
- エリアの騎士（本田健太）

2019年
- ONE PIECE（2019年 - 2024年、ハン・バーガー、バットマン）

### OVA
1987年
- 真魔神伝 バトルロイヤルハイスクール（とおる）

1988年
- ポケットザウルス（ホチキラトプス）

1989年
- 紅い牙 ブルー・ソネット（男性生徒B、警備員）
- 銀河英雄伝説（オイゲン）
- 新キャプテン翼（ガルトーニ）

1990年
- 地球章3（オペレーター）
- 白鳥麗子でございます!（ラブホテルの男）
- のたり松太郎（呼び出し、汐の球）
- 緑山高校 甲子園編（三田村）

1991年
- おざなりダンジョン 風の塔（係員）
- おれ、夕子（中学生A）
- 創竜伝（1991年 - 1993年）
- のたり松太郎（呼び出し、金華山）

1992年
- のぞみウィッチィズ（レフリー）

1993年
- ザ・コクピット 音速雷撃隊（長目二飛曹）

1994年
- リカちゃんとヤマネコ 星の旅（村人）

1995年
- YAMATO2520（兵士）

1996年
- 特攻服凶走曲（大塚真吾）

1997年
- マクロス ダイナマイト7（リョウ）

1998年
- 銀河英雄伝説外伝 千億の星、千億の光（オイゲン）

2006年
- 名探偵コナン 消えたダイヤを追え! コナン・平次vsキッド!（声が平次に似た男）

### 劇場アニメ
- タッチ3〜君が通り過ぎたあとに〜（1987年、広瀬）
- お星さまのレール（1993年、案内人 他）
- タマ&フレンズ〜タマとふしぎな石像〜（2019年、ゴン[11]）

### WEBアニメ
- 聖闘士星矢: Knights of the Zodiac（2020年、ジャミアン）

### ゲーム
1996年
- 新スーパーロボット大戦（アルベオ・ピピニーデン、突撃兵）

1998年
- Code R（酒井寛）
- ZEUS（ジョアン）
- 「ぶたゲー」でいいんじゃない?（マヤノピッグ、ブータリアン）

1999年
- SDガンダム GGENERATION（1999年 - 2012年、カマーロ・ケトル、アルベオ・ピピニーデン） - 10作品
- ペルソナ2 罪（生徒会長）
- なな（従業員）

2000年
- スーパーロボット大戦α（アルベオ・ピピニーデン、親衛隊兵）
- スーパーロボット大戦α for Dreamcast（2001年、アルベオ・ピピニーデン、親衛隊兵）

2001年
- エコーナイト2・眠りの支配者（ケン マクダネル、スティーブン マードック）

2002年
- スーパーロボット大戦IMPACT（ベガ兵）

2004年
- スーパーロボット大戦MX（ベガ兵）
- スーパーロボット大戦GC（ゴワハンド星兵）
- 帝国千戦記（PS2版）（弗良、黄朴盛、蔀蝉示）

2005年
- スーパーロボット大戦MX ポータブル（ベガ兵）
- 東北大学未来科学技術共同研究センター川島隆太教授監修 もっと脳を鍛える大人のDSトレーニング（聖徳太子）

2006年
- スーパーロボット大戦XO（ゴワハンド星兵）
- ゼルダの伝説 トワイライトプリンセス

2007年
- ドンキーコング たるジェットレース

2011年
- ペルソナ2 罪 INNOCENT SIN（生徒会長）

2021年
- スーパーロボット大戦30（アルベオ・ピピニーデン）

2023年
- スーパーマリオブラザーズ ワンダー

### ドラマCD
- 山口美由紀 MIYUKI WORLD（アルフレッド）
- B型同盟（CALICO-B隊員）
- エメラルドドラゴン（ヤマン）
- エルデガインII（僧兵）
- 魔笛（モノスタ・トス）
- TV版バトルアスリーテス大運動会 アスリート・サウンド・トラックス [STEP]（観音寺）
- CD文庫 ギリシャ・ローマ神話（アイアース）

### 吹き替え

#### 映画
- 13日の金曜日（マーク）
- フランチェスコ（リカルド）

#### テレビドラマ
- コーキーとともに（ドーフ）
- スタートレックDS9（ボクタ）

#### アニメ
- アヒルのペックル（チャラ）
- アヒルのペックル・アラジンと魔法のランプ（宝石の魔人、チャラ）
- アヒルのペックル・シンドバッドの冒険（ハルーン / チャラ）
- アントブリー（ビートル）
- トムとジェリー（ネコ）
- パーシーとどうぶつたち（ハリネズミ）
- マスク・アニメーション（ピーターマン）

#### 人形劇
- フラグルロック（ブリオ）

### 特撮
- スーパー戦隊シリーズ
  - 爆竜戦隊アバレンジャー（2003年、トリノイド10号シャークルマーガレットの声）
  - 特捜戦隊デカレンジャー（2004年、テンテ星人シロガーの声）

### テレビCMナレーション
- アパートニュースのニッショー
- おもちゃのマスダヤ
- 京王閣競輪場
- 八十二リース

### ラジオCMナレーション
- JR東日本
- 昭和シェル石油
- 埼玉トヨタグループ
- 千葉競輪場
- 戸田ボート
- マツモトキヨシ
- ローソン

### VP
- かごしまメルヘン館展示映像用音声（侏儒どん）
- TOTOピューキット施工マニュアル
- TOTOフルタイムイン店頭PR用

### その他コンテンツ
- オーディオビジュアルノベル(Windows) ライフウィズアイドル（カマキリ）
- CD文庫 ギリシャ・ローマ神話（アイアース）
- ベトナム人のためにわかる日本語

### シリーズ一覧
1. ↑  『ZERO』（1999年）、『F』（2000年）、『F.I.F』（2001年）、『NEO』（2002年）、『PORTABLE』（2006年）、『SPIRITS』（2007年）、『WARS』（2009年）、『WORLD』『3D』（2011年）、『OVER WORLD』（2012年）